# 蒋用文
蔣用文（1351年—1424年），初名武生，以字行，江蘇儀真人，明朝医学家。

## 生平
少讀書過目成誦，父歿，乃習醫，“決死生，定緩急，治效無一弗中”。洪武中為御醫，永樂八年陞院判，專侍文華殿。著有《治效方論》，已佚。

## 家族
其先魏人。
有孫蔣誼，成化進士，官至監察御史。